# Ellen Stratton
Ellen Stratton (9 de junio de 1939, Marietta (Misisipi)) es una modelo estadounidense. Fue elegida como Playmate por la revista Playboy en diciembre de 1959, y fue la primera playmate en ser nombrada playmate del año.